# Phil Schiller

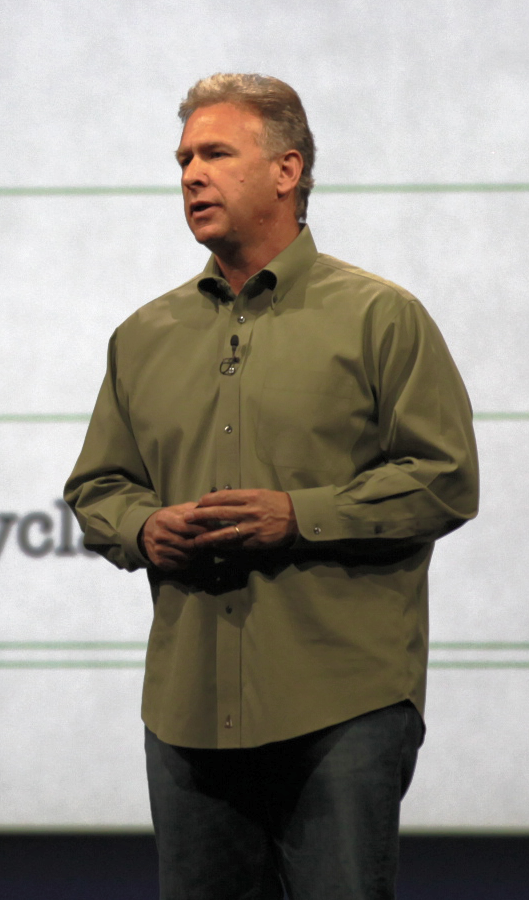
Phil Schiller (2012)

Philip W. Schiller (* 8. Juni 1960 in Natick, Massachusetts) ist ein US-amerikanischer Manager bei der Firma Apple. Seit August 2020 ist er als Apple Fellow zuständig für den App Store und Apple Events. Zuvor war er Marketing-Vizepräsident. Weltweite Bekanntheit erlangte er vor allem durch seine Auftritte bei Apples Produktpräsentationen. Er ist Mitglied der Geschäftsführung, seit Steve Jobs 1997 zu Apple zurückkehrte.

## Werdegang
Schiller erhielt den Bachelor-Abschluss für Biologie vom Boston College im Jahr 1982. Er begann einen Ph.D. in Englisch, den er aber nicht abschloss.
Neben mehr als 25 Jahren bei Apple war er auch als Vizepräsident für Produktmarketing bei Macromedia, als Produkt-Marketing Direktor bei FirePower Systems, als Technologie-Manager bei Nolan und als System-Analyst im Hospital of Boston tätig.

## Apple
In Apples Produktpräsentationen, den sogenannten Keynotes, spielte Schiller häufig eine wichtige Rolle. Vor allem während Steve Jobs’ gesundheitsbedingter Abwesenheit übernahm er einen großen Teil der Vorstellungen. Im Jahr 2009 stellte er beispielsweise das iPhone 3GS vor.
Zum Schwerpunkt seiner Tätigkeiten als Apple Fellow gehören die kartellrechtlichen Auseinandersetzungen um Apples App Store.